# Mustapha Carayol
Mustapha Soon Carayol (Banjul, 4 settembre 1988) è un calciatore gambiano, centrocampista del Wealdstone.

## Carriera

### Club
Ha giocato per la maggior parte della carriera tra la quarta e la seconda serie inglese, con in aggiunta anche delle militanze nella prima divisione cipriota (con l'Apollōn Limassol, club con cui ha giocato anche 3 partite nella UEFA Europa League 2018-2019) e nella seconda divisione turca.

### Nazionale
Tra il 2015 ed il 2018 ha totalizzato complessivamente 7 presenze e 2 reti con la nazionale gambiana.